# Jette Sørensen
Jette Sørensen, född den 25 mars 1961 i Odense i Danmark, är en dansk roddare.
Hon tog OS-brons i scullerfyra i samband med de olympiska roddtävlingarna 1984 i Los Angeles.